# Luštica
Luštica är ett samhälle i Montenegro. Det ligger i den sydvästra delen av landet, 50 km väster om huvudstaden Podgorica. Luštica ligger 154 meter över havet och antalet invånare är 338.
Terrängen runt Luštica är huvudsakligen kuperad, men söderut är den platt. Havet är nära Luštica söderut.  Närmaste större samhälle är Herceg Novi, 8,2 km nordväst om Luštica. I omgivningarna runt Luštica växer i huvudsak blandskog.